# Hampsonodes xanthea
Hampsonodes xanthea là một loài bướm đêm trong họ Noctuidae.